# VINTAGE GARAGE
『VINTAGE GARAGE』（ビンテージ・ガレージ）は、2011年4月3日から2016年2月28日までJ-WAVEで放送されていたラジオ番組。制作はJ-WAVEが担当していた。2015年9月まではクレディセゾン（SAISON AMERICAN EXPRESS CARD）の単独提供で、JAPAN FM LEAGUE5局同時ネット番組であった。

## 概要
ロバート・ハリスがホスト役となり、毎回さまざまなジャンルからゲストを招き、さまざまな場所へ向かってドライブを楽しみながらトークを行う。ゲストがドライブミュージックを選曲、番組内でオンエアされる。
2015年10月以降はスタジオでのトークとなっていた。

## コーナー
VINTAGE SELECTON（ビンテージ・セレクション）
ゲストのオススメの一品を紹介する。

## 放送時間
- 日曜日 18:00 - 18:54

## ナビゲーター
- ロバート・ハリス